# Thomas Huyck
Rev. Thomas Huyck DCL (falecido em 1575) foi Chanceler da Diocese de Londres por 13 anos e um dos fundadores do Jesus College, Oxford.

## Vida
Huyck foi nomeado Cónego de São David em 1551. Ele também foi Reitor de Buckland Dinham, Somerset de 1551 a 1554. Ele tornou-se um advogado no Doctor's Commons em 1554, o mesmo ano em que obteve os seus diplomas BCL e DCL no Merton College, Oxford. Em 1561, foi nomeado Chanceler da Diocese de Londres, cargo que ocupou até 1574. Em 1571, Huyck foi nomeado no foral concedido pela Rainha Elizabeth I como um dos oito membros fundadores do Jesus College, Oxford.